# Ney de Oliveira
Ney de Oliveira (Sorocaba, 7 de julho de 1944), mais conhecido como Ney, é um ex-futebolista brasileiro, que atuava como atacante e se consagrou pelo Corinthians.
Enquanto atuou pelo Corinthians, foi considerado pelo então presidente Wadih Helou como ´´mil vezes melhor que Pelé``. Exageros à parte, o paulista realmente foi um fenômeno na opinião dos torcedores corintianos que o viram jogar. Sua principal habilidade era marcar gols por conta da sua capacidade de antever as reações dos zagueiros dos times adversários. Com o sucesso no Timão, ganhou os títulos da Taça Estado de São Paulo em 1962, o Torneio Pentagonal do Recife de 1965, a Copa Cidade de Turim em 1966 e o Torneio Rio-São Paulo de 1966, aliás que foi dividido entre Santos, Vasco da Gama, Botafogo e Corinthians.
Já chegou a ser convocado pela Seleção Brasileira, entre 1962 e 1968, tendo jogado em 11 partidas e não tendo marcado nenhum gol. Chegou a fazer parte da lista inicial para a Copa do Mundo de 62. Foram convocados, à época, 43 jogadores. Mas o centroavante, então do Corinthians, não disputou o Mundial do Chile, quando seria conquistado o bicampeonato mundial com uma seleção que era praticamente a mesma da Copa anterior disputada na Suécia em 1958. Em 1963 fez dupla de área com Pelé, quando nossa seleção fez uma excursão à Europa e o time era assim formado; Gilmar, Djalma Santos, Eduardo, Roberto Dias e Altair; Zito e Gerson; Marcos, Ney, Pelé e Pepe.
Entre todo o período que esteve ao serviço do Corinthians, ou seja, entre 1961 e 1967, Ney esteve em campo em 153 partidas e marcou 69 gols, numa média satisfatória de 0,45 gols por partida.
É pai de Dinei, que defendeu o Corinthians entre 1990 e 1992 e também entre 1998 e 2000. Tanto Dinei quanto Ney são ídolos da Fiel, embora Dinei tenha conquistado mais títulos e seja mais amado pelos corintianos que o próprio pai.

### Vasco Da Gama
Chegou ao Rio de Janeiro em 1967 e foi jogar no Vasco da Gama. Alguns meses depois estava enfrentando seu ex-clube, onde iniciou sua carreira no infantil e defendeu por vários anos. Segundo ele foi uma sensação muito estranha, mas como profissional procurou fazer o melhor dentro de campo, no entanto naquele dia o Corinthians foi bem melhor e venceu por  2 a 0, com dois gols de Silvio, que havia chegado da Portuguesa de Desportos. Naquele dia o Vasco jogou com a seguinte formação; Franz, Jorge Luiz, Brito, Fontana e Oldair; Maranhão e Salomão; Zézinho, Adilson, Ney e Acelino. O técnico era o extraordinário Zizinho, que fez muito sucesso no Flamengo, no São Paulo e em nossa seleção na Copa de 50. Com a camisa cruzmaltina atuou em 120 jogos e marcou 53 gols.

### Flamengo
Em 1969 deixou São Januário e foi para a Gávea defender o Flamengo. Sua estreia aconteceu dia 28 de setembro de 1969, e não foi nada boa, pois foi derrotado pelo Fluminense por 4 a 1. O time do Flamengo era muito bom naquela época, pois tinha jogadores a nível de seleção, como por exemplo o time que enfrentou o Corinthians dia 5 de dezembro; Ubirajara, Murilo, Onça, Reys e Paulo Henrique; Zanata e Liminha; Doval, Ney, Fio Maravilha e Caldeira.
O jogo terminou com a vitória corintiana por 1 a 0, gol do ponta esquerda Aladim. Ney jogou no Flamengo por dois anos e nesse período sagrou-se campeão da Taça Guanabara e do Torneio Internacional do Rio de Janeiro, todos em 1970. Ao todo Ney vestiu a camisa Rubro Negra por 86 vezes, venceu 38, empatou 28 e perdeu 20. Marcou 25 gols. Sua última partida pelo Flamengo foi no dia 1 de agosto de 1971.

### Botafogo
E depois jogou também no Botafogo, estava em final de carreira e por lá começou a ser chamado de Ney Oliveira, uma vez que já havia na equipe um outro Nei, o meia campista Nei Conceição. Foi uma época boa em que passou em General Severiano, pois o Fogão naquele ano de 1971 tinha uma boa equipe, tanto é que chegou ao triangular final do Campeonato Brasileiro daquele ano com o São Paulo e o Atlético Mineiro, que acabou sagrando-se campeão do primeiro Brasileirão. Na época o time do Botafogo era o seguinte; Wendel, Valtencir, Brito, Osmar Guarnelli e Marinho Chagas; Nei Conceição e Carlos Roberto; Zéquinha, Jairzinho, Ney e Fischer. Sua principal habilidade era marcar gols por conta da sua capacidade de antever as reações dos zagueiros dos times adversários.

## Títulos
Corinthians
- Taça Estado de São Paulo: 1962
- Torneio Pentagonal do Recife de 1965
- Torneio Rio-São Paulo de 1966
- Copa Cidade de Turim de 1966

Vasco da Gama
- Troféu The Strongest: 1967[5]

Flamengo
- Taça Guanabara: 1970
- Torneio Internacional do Rio de Janeiro: 1970

Botafogo
- Taça Independência do Brasil: 1971

## Premiações
- Jogador do ano: Melhor jogador do Vasco nas temporadas 1967 e 1968.
- Artilheiro do Vasco da Gama nas temporadas de 1967 (20 gols) e 1969 (16 gols).[6]
- 11º meia que mais marcou gols pelo Corinthians.[7]
- 29º maior artilheiro da história do Corinthians.[8]